# Dům Sovětů (Kaliningrad)
Dům Sovětů (rusky Дом советов) v Kaliningradu byla velká mnohopatrová betonová stavba nacházející se ve čtvrti Altstadt (rusky Альтштадт)  na místě, kde stával královecký hrad.

## Historie
Původní hrad byl výrazně poškozen během britského bombardování města v srpnu 1944, kdy kompletně vyhořel a zachovaly se pouze obvodové zdi. Ty vydržely i boj o město mezi Wehrmachtem a Rudou armádou v dubnu 1945. Po válce Královec připadl na základě Postupimské dohody Sovětskému svazu. Město mělo být nově vybudováno jako ukázka sovětského modelového města. Většina budov připomínající původní německé obyvatelstvo byla zbořena či přestavěna. Ruiny hradu byly i přes protesty místních odstřeleny v roce 1968 a to na přímý Brežněvův rozkaz. Samotné výbuchy vedly k nestabilitě podloží, které následně nebylo schopné nést mnohopatrovou budovu.
Plány na novou budovu byly silně ovlivněny Lúciem Costou a Oscarem Niemeyerem, kteří byli autory plánů nového hlavního města Brazílie. Vítězným se stal návrh Lva Misožnikova. Se stavbou budovy, která měla sloužit jako hlavní administrativní středisko Kaliningradské oblasti začal v roce 1970. Umístění velké betonové stavby na ruiny hradu, který sám byl postaven na bažinatém podloží vedlo k velkým problémům se statikou budovy. Stavba byla zastavena v roce 1985 kvůli nedostatku financí. Pokus dokončit stavbu pomocí dánských investic v roce 1992 nevyšel, a tak budova zůstala dlouho opuštěná.
V roce 2005 při 60. výročí obnovy Kaliningradu byl dům při příležitosti návštěvy prezidenta Putina celý znovu natřen a nainstalována okna. Celá rekonstrukce vzbudila kritiku a označení Domu Sovětů za moderní Potěmkinovu vesnici. Interiér zůstal i nadále nevyužíván. Názory na stavbu se různily, a to od nejhorší stavby ruské architektury až po velmi dobrý příklad brutalismu (před natřením).
V listopadu 2020 bylo rozhodnuto o demolici budovy. Podle znaleckého posudku byla budova z důvodu dlouhodobého nepoužívání výrazně poškozena a bylo ekonomičtější celý dům zbourat a postavit nový. Samotná demolice začala v květnu 2023, v roce 2024 byla dokončena; během ní došlo ke smrtelnému úrazu jednoho z dělníků.

### Zajímavosti
Budově místní s nadsázkou říkali zahrabaný robot, jelikož její vzhled připomínal hlavu obřího robota pohřbeného do země až po ramena, a byl tak neoficiálním symbolem města. O propadání podloží zase kolovaly povídačky, že se jedná o tzv. pruskou pomstu. 

## Galerie

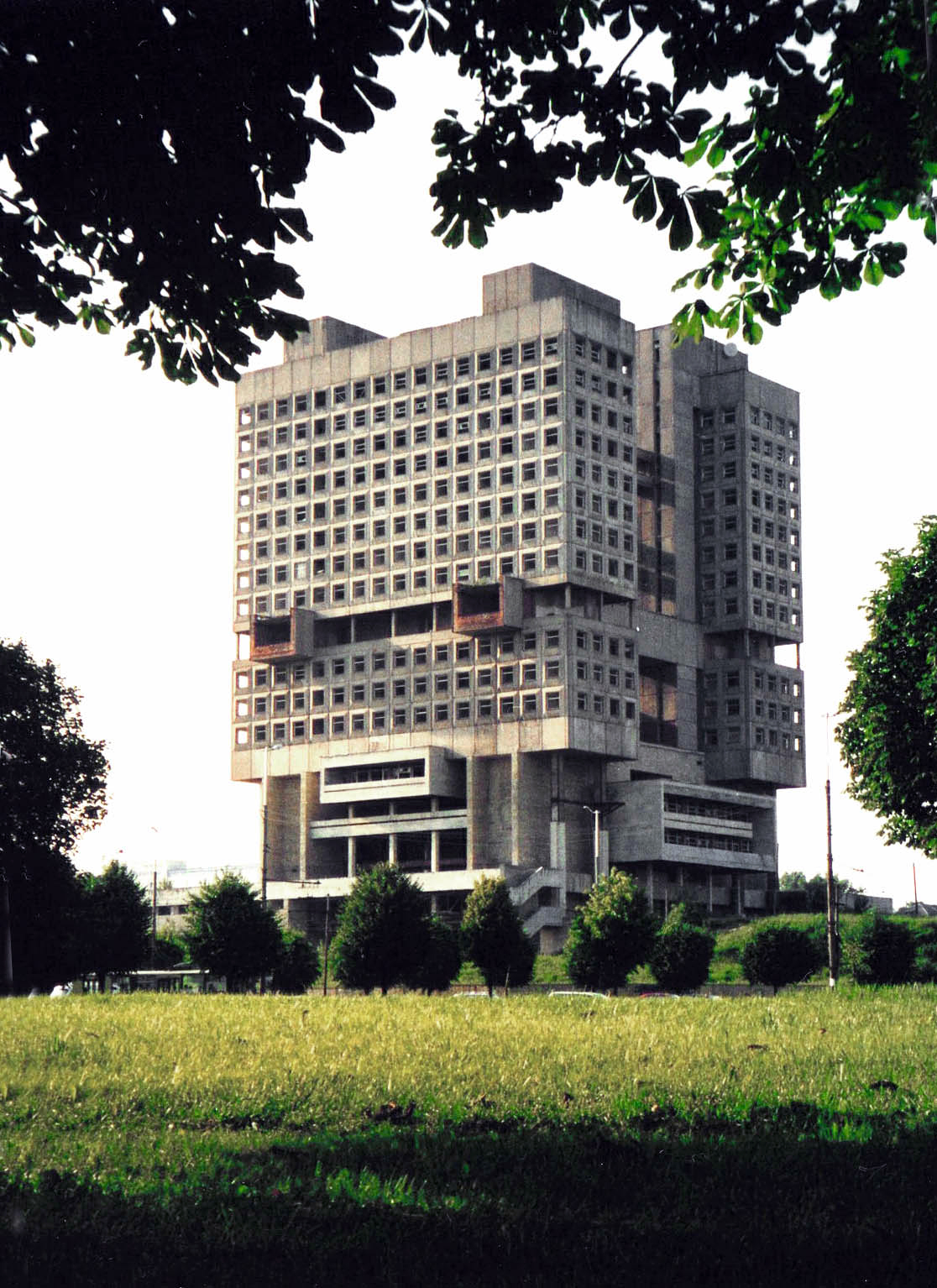
Dům Sovětů v roce 2002
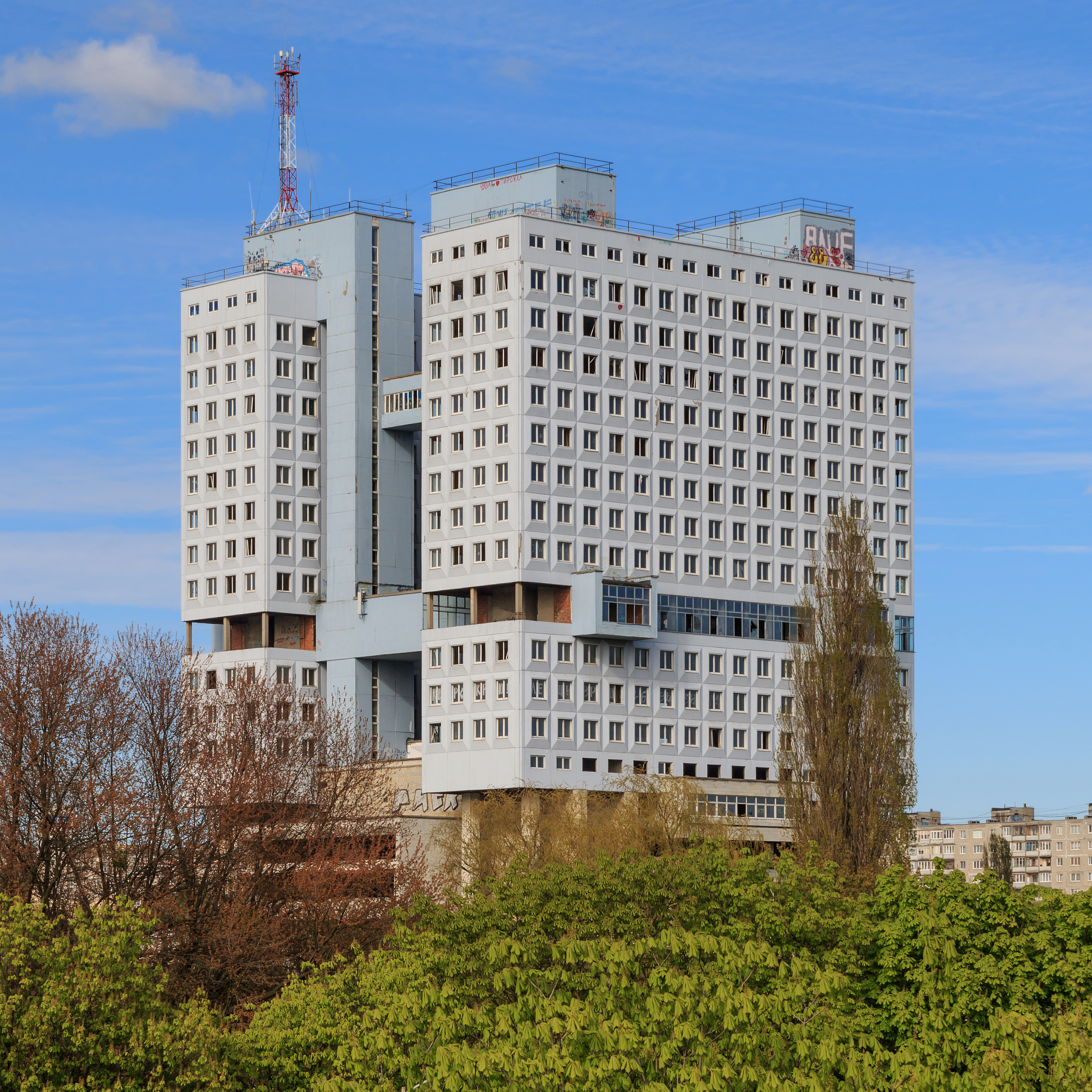
Opuštěný Dům Sovětů, opravený před návštěvou presidenta Putina v roce 2017
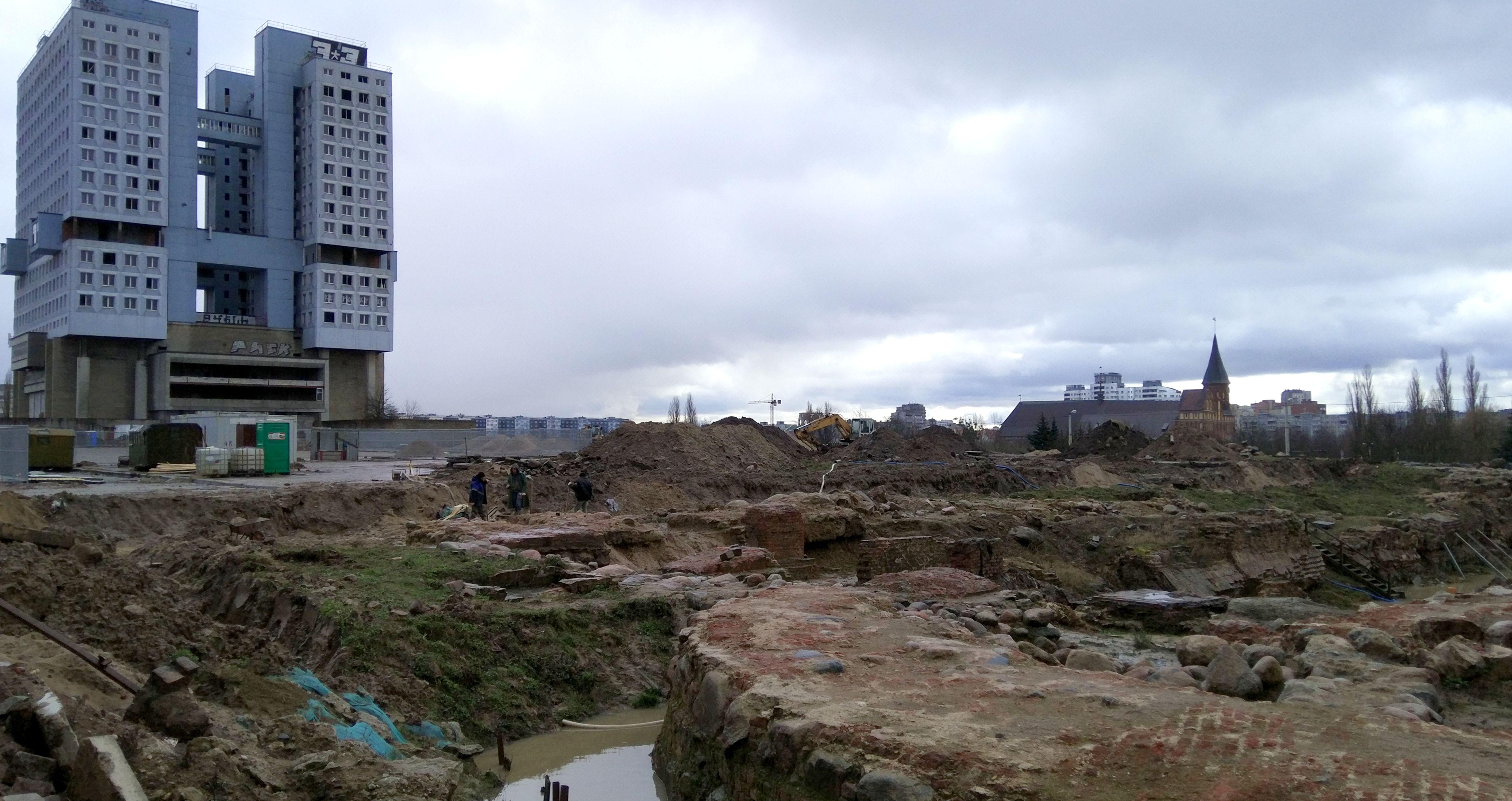
Odkrytí ruin hradu v roce 2018
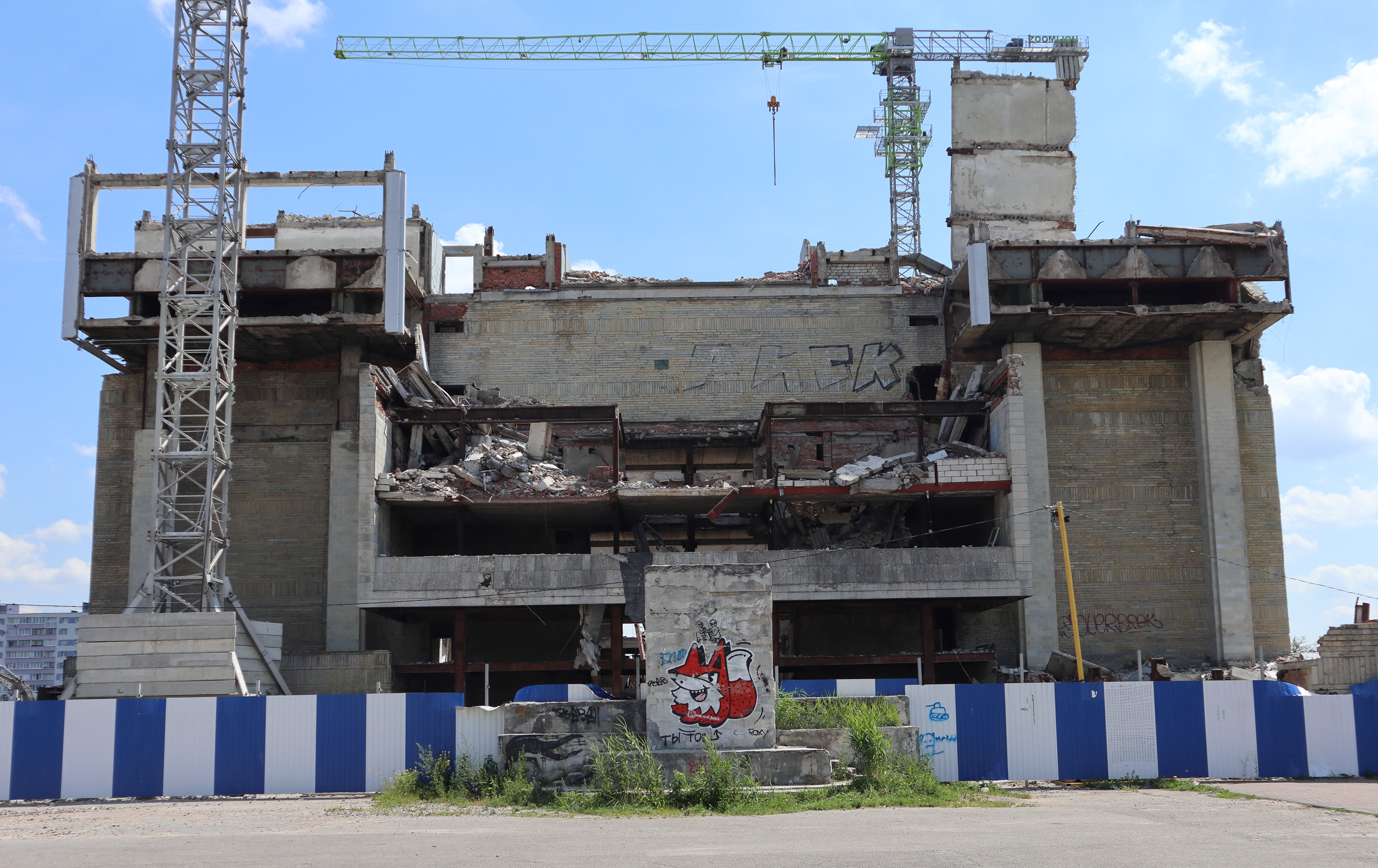
Zbytky budovy (červen 2024)